# 金長鬚𱆥
金長鬚鿕（学名：Esomus metallicus）为輻鰭魚綱鯉形目鲤科的種，分布於亞洲湄公河、湄南河及薩爾溫江流域，體長可達7.5公分，棲息在水流緩慢或靜止的溝渠、稻田及小溪，以昆蟲及浮游動物為食，可做為食用魚。

## 扩展阅读
維基物種上的相關：金長鬚鿕